# Attestato di allievo pilota
L'attestato di allievo pilota (SPC, Student Pilot Certificate) è un attestato rilasciato ad un pilota in addestramento dall'Ente Nazionale per l'Aviazione Civile (ENAC) (per quanto riguarda l'Italia) secondo normative nazionali e ICAO standard, ed è un pre-requisito per poter volare come solo-pilota o pilota responsabile in voli di addestramento autorizzati dal proprio istruttore di volo o dal direttore della scuola. 
L'attestato si ottiene dopo un minimo di 12 ore di volo in doppio comando e dopo aver effettuato il primo volo da solista (solo-pilota) di circa 10 minuti. Inoltre bisogna superare un breve esame teorico e un esame pratico con un istruttore-esaminatore diverso dal proprio ma che può essere della stessa scuola. È necessario inoltre il certificato medico di idoneità di seconda classe (sottoponendosi ad una visita medica presso un centro dell'Aeronautica Militare italiana) e che il pilota abbia almeno compiuto 16 anni.
In genere l'attestato è rilasciato con l'abilitazione per un velivolo SEP (Single Engine Piston) (Monoelica a pistoni) anche se è possibile effettuare l'addestramento su aerei con più abilitazioni (elica a passo variabile, carrello d'atterraggio retrattile...) e ricevere allegato all'attestato le suddette abilitazioni. È richiesto prima del primo volo in solitaria l'accertamento teorico del velivolo (una sorta di Type Rating).